# 2016 في تركيا
فيما يلي قوائم الأحداث التي وقعت خلال عام 2016 في تركيا.

## أحداث
- 4 نوفمبر – تفجير ديار بكر
- 28 يونيو – هجوم مطار أتاتورك 2016
- 10 ديسمبر – تفجير إسطنبول
- 17 فبراير – تفجيرات أنقرة
- 13 مارس – تفجير أنقرة
- 20 أغسطس – تفجير غازي عنتاب
- 12 يناير – تفجير إسطنبول [1]
- 17 ديسمبر – تفجير قيصرية 2016
- 27 أبريل – تفجير بورصة
- 19 ديسمبر – اغتيال أندريه كارلوف
- 19 مارس – تفجير إسطنبول
- 15 يوليو – محاولة الانقلاب في تركيا 2016

## سياسة

### تعيين في المنصب
- 24 مايو – بن علي يلدرم رئيس وزراء تركيا.

### انتهاء فترة المنصب
- 24 مايو – أحمد داوود أوغلو رئيس وزراء تركيا.

## رياضة
- 1 مايو – طواف تركيا 2016 الفائزون كاجا رورال-سيغوروس 2016  [لغات أخرى]‏، خوسيه غونكالفس، مانويل بيليتي، نيكيتا ستالنوف، ديفيد أرويو، Przemysław Niemiec [الإنجليزية]‏، لويس ماس.

## أفلام
من الأفلام التي صدرت هذه السنة في تركيا:
- 19 مايو – موستانغ من إخراج دينيز غامزي إرغوفين.

## برامج ومسلسلات وأنمي
- الأزهار الحزينة
- حب أعمى
- علمني كيف أحب
- حب للإيجار
- ملكة الليل
- حريم السلطان-السلطانة قسم
- حرب الورود
- بنات الشمس
- شمس الشتاء
- بويراز كارايل
- جسور والجميلة

### يوليو
- 7 يوليو – تورغاي سيرين (مواليد 1932) حارس كرة قدم تركي.
- 25 يوليو – خليل إينالجك (مواليد 1916) مؤرخ تركي.

### أغسطس
- 12 أغسطس – هاندة قادر (مواليد 1993)